# 4-та кавалерійська дивізія (Австро-Угорщина)
4-та кавалерійська дивізія (нім. 4. Kavalleriedivision, 4. KD., 4. KTD., KTDiv. Lemberg) — військове з'єднання кавалерії військ Австро-Угорщини.

## Історія
Кавалерійська дивізія «Львів» розташовувалась у зоні відповідальності 11-го армійського корпусу і безпосередньо підпорядковувалась його командиру. Командування дивізії знаходилось у гарнізоні Львів.
Протягом 1906—1908 років до складу дивізії входили 18 кавалерійська бригада у Золочеві та 21 кавалерійська бригада у Львові.
У 1908 році дивізію розформовано. 18-ту бригаду передислоковано до Відня і включено у склад 3-ої кавалерійської дивізії, a 21-у бригаду підпорядкували 8-ій кавалерійській дивізії у Станіславові. Командувач дивізії, генерал Карл Терштянський фон Надас (пол. Karl Tersztyánszky von Nádas) разом з офіцерами штабу (капітан Альфред Драгоні фон Рабенгорст і поручник Карл Апоній), керівником санітарної служби (штабний лікар Максиміліан Віттлін), керівником інтендатури (військовий інтендант Вільгельи Дейонг) і військовим цензором Едуардом Ротом переведені до Братислави до новоутвореної 2-ої кавалерійської дивізії.
У серпні 1914 року, після проведення мобілізації у склад наново розгорнутої дивізії входили 18-та і 21 кавалерійські бригади, а також 11-й дивізіон кінної артилерії і кавалерійський кулеметний підрозділ.
Дивізія безпосередньо підпорядковувалась Головному Командування Армії (нім. Armeeoberkommando).

## Командувачі

### Командири дивізії
- Фельдмаршал Едмунд фон Креггаммер (1886—1889, переведений в командувачі 1-го корусу);
- Фельдмаршал Франц фон Чейда (до 1 травня 1904);
- фельдмаршал Адольф Домінік Штьор (1904—1907);
- генерал-майор Karl Tersztyánszky von Nádas(інші мови) (1907—1908[2]);
- генерал-майор Едмунд Ріттер фон Заремба (інші мови) (7 квітня — серпень 1914[4]);
- генерал-майор Отто Берндт (серпень 1914—1915[4]);
- фельдмаршал Йоган Остермут фон Чайков (вересень 1915 — серпень 1916).

### Начальники штабу
- майор Пауль Палковіц де Шенкевич (до 1907);
- капітан Ян Ромер (1907—1908).